# Joseph Wolstenholme

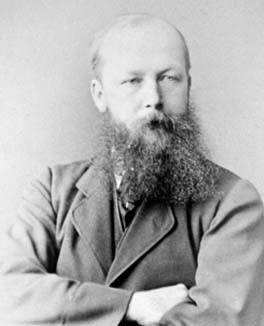
Joseph Wolstenholme

Joseph Wolstenholme (* 30. September 1829 in Eccles (bei Manchester), England; † 18. November 1891) war ein englischer Mathematiker.

## Leben
Wolstenholme war der Sohn eines methodistischen Pfarrers und studierte ab 1846 in Cambridge am St. Johns College. 1850 machte er dort seinen Abschluss als Third Wrangler (das heißt, er war Dritter in den Tripos-Prüfungen in Mathematik). 1852 wurde er Fellow des St. John’s und kurz darauf des Christ’s College. Nachdem er 1869 heiratete, musste er seine Fellowship aufgeben und wurde 1871 Professor für Mathematik am Royal Indian Engineering College in Cooper´s Hill bei London. 1889 ging er in den Ruhestand.
Er ist vor allem für den zahlentheoretischen Satz von Wolstenholme über die Harmonische Reihe bekannt.
Wolstenholme war mit den Eltern von Virginia Woolf (ihrem Vater Leslie Stephen) befreundet und ist das Vorbild für Augustus Carmichael in Virginia Woolf´s To the Lighthouse.